# Osteochilus enneaporos
Osteochilus enneaporos är en fiskart som först beskrevs av Pieter Bleeker 1852.  Osteochilus enneaporos ingår i släktet Osteochilus och familjen karpfiskar. IUCN kategoriserar arten globalt som livskraftig. Inga underarter finns listade i Catalogue of Life.